# Mark Stepnoski
Mark Matthew Stepnoski (Erie, 20 gennaio 1967) è un ex giocatore di football americano statunitense che ha giocato nel ruolo di centro nella National Football League (NFL). Fu scelto nel corso del terzo giro (57º assoluto) del Draft NFL 1989 dai Dallas Cowboys. All'università ha giocato a football all'Università di Pittsburgh.

## Carriera professionistica
Stepnoski fu scelto nel corso del terzo giro del Draft 1989 dai Dallas Cowboys e divenne titolare nelle ultime 4 gare della sua seconda stagione. Alla fine della stagione 1991 fu convocato per il primo di cinque Pro Bowl consecutivi. Uno dei migliori centri della sua epoca, dal 1992 al 1994, Stepnoski insieme a Erik Williams, Mark Tuinei, Nate Newton e Larry Allen, formò una delle migliori linee offensive della storia della NFL, contribuendo a far diventare Emmitt Smith il primatista di tutti i tempi per yard corse in carriera. Coi Cowboys vinse due Super Bowl consecutivi nel 1992 e 1993 prima di diventare free agent.

### Houston Oilers
Stepnoski firmò con gli Houston Oilers nel 1995, successivamente divenuti Tennessee Titans nel 1998. In quattro stagioni con la squadra fu convocato per due Pro Bowl.

### Ritorno ai Cowboys
Stepnoski firmò per fare ritorno ai Cowboys nel 1999 con cui disputò le ultime tre solide stagioni della carriera, ritirandosi dopo l'annata 2001.

## Palmarès
- Super Bowl : 2 Vincitore del Super Bowl (XXVII, XXVIII)
- (5) Pro Bowl (1992, 1993, 1994, 1995, 1996)
- (1) First-team All-Pro (1992)
- Formazione ideale della NFL degli anni 1990

## Statistiche
| Partite totali      | 194 |
| Partite da titolare | 162 |